# Liste der Einträge im National Register of Historic Places im La Salle Parish

Lage des La Salle Parish in Louisiana

Die Liste der Einträge im National Register of Historic Places im La Salle Parish in Louisiana führt alle Bauwerke und historischen Stätten im La Salle Parish auf, die in das National Register of Historic Places aufgenommen wurden.

## Legende
| NRHP | Historic Place    |
| HD   | Historic District |

## Aktuelle Einträge
| [ 2 ] | Name                              | Bild | Eintragsdatum                 | Lage                                                                    | Ort       | Beschreibung |
| ----- | --------------------------------- | ---- | ----------------------------- | ----------------------------------------------------------------------- | --------- | ------------ |
| 1     | Good Pine Lumber Company Building |      | 26. Okt. 1982 ID-Nr. 82000440 | W. Bradford St. 31° 41′ 27″ N, 92° 8′ 54″ W                             | Good Pine |              |
| 2     | Trout-Good Pine School            |      | 20. Mai 1999 ID-Nr. 99000592  | School Rd. 31° 41′ 27″ N, 92° 10′ 3″ W                                  | Good Pine |              |
| 3     | White Sulphur Springs             |      | 17. Dez. 1982 ID-Nr. 82000441 | südwestlich von Jena am Louisiana Highway 8 31° 36′ 4″ N, 92° 16′ 12″ W | Jena      |              |